# Rhinolophus swinnyi
Rhinolophus swinnyi е вид прилеп от семейство Подковоносови (Rhinolophidae). Видът не е застрашен от изчезване.

## Разпространение и местообитание
Разпространен е в Демократична република Конго, Замбия, Зимбабве, Мозамбик, Танзания и Южна Африка.
Обитава гористи местности, пещери и савани в райони с тропически и субтропичен климат, при средна месечна температура около 21,6 градуса.

## Описание
Теглото им е около 7,1 g.